# Kristinn Björnsson (calciatore)
Kristinn Björnsson (13 settembre 1955) è un allenatore di calcio ed ex calciatore islandese, di ruolo centrocampista.

## Carriera

### Giocatore

#### Club
Björnsson giocò per il Valur, prima di passare all'ÍA Akranes. Nel 1981, fu ingaggiato dai norvegesi del Vålerengen, con cui vinse il campionato. Dal 1982 al 1983, fu in forza al Kvik Halden. Nel 1984 tornò in patria, al KS/Leiftur, per poi vestire nuovamente la maglia del Valur. Nel 1986, si trasferì allo Stjarnan. Nel 1989, giocò al Dalvik.

#### Nazionale
Conta 2 presenze e una rete per l'Islanda. Esordì il 3 luglio 1974, segnando una rete nella vittoria per 2-3 in casa delle Fær Øer.

### Allenatore
Fu allenatore del Valur dal 1992 al 1993 e dal 1997 al 1999. Dal 2001 al 2003, guidò il Selfoss.

## Palmarès

### Giocatore

#### Club

##### Competizioni nazionali
- Campionato norvegese: 1

Vålerengen: 1981